# 1589
| [ Edytuj tabelę ]              | |
| Król Polski                    | - 1587 Zygmunt III Waza 1632 |
| Współksiążęta Andory           | - 1588 Andreu Capella 1609 - 1572 Henryk IV Burbon 1610                                                                                                  |
| Król Anglii                    | - 1558 Elżbieta I 1603 |
| Elektor Brandenburgii          | - 1571 Jan Jerzy 1598 |
| Książę Bawarii                 | - 1579 Wilhelm V 1597 |
| Sułtan Brunei                  | - 1575 Saiful Rijal 1600 |
| Cesarz Chin                    | - 1572 Wanli 1620 |
| Król Czech                     | - 1576 Rudolf II Habsburg 1611 |
| Król Danii                     | - 1588 Chrystian IV 1648 |
| Dalajlama                      | - 1589 Jonten Gjaco 1616 |
| Cesarz Etiopii                 | - 1563 Sertse Dyngyl 1597 |
| Król Francji                   | - 1574 Henryk Walezy 1589 - 1589 Henryk IV 1610 |
| Król Hiszpanii                 | - 1556 Filip II 1598 |
| Landgraf Hesji-Kassel          | - 1567 Wilhelm IV Mądry 1592 |
| Stadhouder Holandii            | - 1584 Maurycy Orański 1625 |
| Szach Iranu                    | - 1587 Abbas I Wielki 1629 |
| Państwo Wielkich Mogołów       | - 1556 Akbar 1605 |
| Cesarz Japonii                 | - 1586 Go-Yōzei 1611 |
| Kalif                          | - 1574 Murad III 1595 |
| Patriarcha Konstantynopola     | - 1587 Jeremiasz II Tranos 1595 |
| Władca Korei                   | - 1567 Sŏnjo 1608 |
| Książę Kurlandii i Semigalii   | - 1587 Fryderyk Kettler 1642 - 1587 Wilhelm Kettler 1616                                                                                                 |
| Sułtan Maroka                  | - 1578 Ahmad al-Mansur 1603 |
| Senior Monako                  | - 1581 Karol II 1589 - 1589 Herkules 1604 |
| Król Nawarry                   | - 1572 Henryk III 1610 |
| Król Norwegii                  | - 1588 Chrystian IV 1648 |
| Sułtan Omanu                   | - 1560 Abd Allah ibn Muhammad 1624 |
| Elektor Palatynatu             | - 1583 Fryderyk IV 1610 |
| Papież                         | - 1585 Sykstus V 1590 |
| Książę Parmy i Piacenzy        | - 1586 Aleksander 1592 |
| Król Portugalii                | - 1581 Filip I 1598 |
| Książę w Prusach               | - 1568 Albrecht Fryderyk 1618 - 1578 Jerzy Fryderyk (regent) 1603                                                                                        |
| Car Rosji                      | - 1584 Fiodor I 1598 |
| Cesarz Rzymski (niemiecki)     | - 1576 Rudolf II Habsburg 1612 |
| Kapitanowie Regenci San Marino | - 1588 Marc'Aurelio Brancuti Giambattista Belluzzi 1589 - 1589 Giuliano Corbelli Liberio Gabrielli 1589 - 1589 Federico Sinibaldi Marino Pellicieri 1590 |
| Elektor Saksonii               | - 1586 Krystian I Wettyn 1591 |
| Król Szkocji                   | - 1567 Jakub VI 1625 |
| Król Szwecji                   | - 1569 Jan III Waza 1592 |
| Król Tajlandii                 | - 1569 Maha Thammaracha Thirat 1590 |
| Sułtan Turków                  | - 1574 Murad III 1595 |
| Doża Wenecji                   | - 1585 Pasqual Cicogna 1595 |
| Król Węgier                    | - 1576 Rudolf II 1608 |

Rok 1589 / MDLXXXIX
stulecia: XV wiek ~
XVI wiek ~
XVII wiek

lata: 1579 «
1584 «
1585 «
1586 «
1587 «
1588 «
1589
» 1590
» 1591
» 1592
» 1593
» 1594
» 1599

## Wydarzenia w Polsce
- 5 marca-23 kwietnia – w Warszawie obradował sejm pacyfikacyjny[1].
- 9 marca – podpisano traktat bytomsko-będziński, na którego mocy cesarz, arcyksiążęta i kraje cesarskie uznali władcą Rzeczypospolitej Zygmunta Wazę, zobowiązali się do niewchodzenia we wrogie wobec niej i Szwecji układy z Moskwą, a także do niemieszania się w sprawy wewnętrzne Korony i Litwy oraz do zwrotu Lubowli.
- 15 kwietnia – Krzysztof Radziwiłł został hetmanem wielkim litewskim.
- 8 lipca – na mocy konstytucji sejmowej powstała Ordynacja Zamojska, jedna z pierwszych ordynacji magnackich w Rzeczypospolitej, powołana na prośbę hetmana wielkiego i kanclerza koronnego Jana Sariusza Zamoyskiego zapobiegająca rozdrobieniu dóbr ziemskich.

- Zygmunt III Waza wydał ustawę „Porządek ze strony Niżowców i Ukrainy” - w dokumentach urzędowych Rzeczypospolitej po raz pierwszy użyto nazwy Ukraina.

## Wydarzenia na świecie
- 12 lipca – założono Carycyn (obecnie Wołgograd).
- 1 sierpnia – król Francji i były król Polski Henryk III Walezy został śmiertelnie zraniony nożem przez dominikanina Jacques’a Clémenta.
- 2 sierpnia – Henryk IV Burbon został królem Francji.

## Urodzili się
- 8 stycznia – Ivan Gundulić, chorwacki poeta barokowy (zm. 1638)
- początek lutego – Dominik Ibáñez de Erquicia, baskijski dominikanin, misjonarz na Dalekim Wschodzie, męczennik, święty katolicki (zm. 1633)
- 3 marca – Gisbertus Voetius, holenderski teolog kalwinistyczny (zm. 1676)
- 17 kwietnia – Martin Zeiller, niemiecki pisarz, geograf (topograf) i tłumacz (zm. 1661)
- 20 kwietnia – Jan Kazimierz Wittelsbach (Pfalz-Zweibrücken-Kleeburg), hrabia palatyn i książę Palatynatu-Zweibrücken-Kleeburg (zm. 1652)
- 28 kwietnia – Małgorzata Sabaudzka (1589–1655), księżna Mantui i Montferratu, w 1635 roku powołana jako ostatni hiszpański Wicekról Portugalii (zm. 1655)
- 16 czerwca – Albrycht Władysław Radziwiłł, książę Świętego Cesarstwa Rzymskiego Narodu Niemieckiego, kasztelan wileński (zm. 1636)
- 3 lipca – Johann Georg Wirsung, niemiecki lekarz i anatom, profesor na Uniwersytecie w Padwie (zm. 1643)
- 4 lipca – Elżbieta Zofia Hohenzollern, córka margrabiego-elektora brandenburskiego Jana Jerzego Hohenzollerna i Elżbiety von Anhalt-Zerbst (zm. 1629)
- 12 sierpnia – Ulryk darłowski, książę na Darłowie i Bukowie, Biskup kamieński, syn Bogusława XIII z dynastii Gryfitów (zm. 1622)
- 15 sierpnia – Gabriel Batory, pochodzący z rodu Batorych książę Siedmiogrodu (zm. 1613)
- 30 sierpnia ochrzczony – Abraham Govaerts, flamandzki malarz barokowy (zm. 1626)
- 1 września – Giovanni Pesaro, 103 doża wenecki (zm. 1659)
- 7 października – Maria Magdalena Austriaczka, córka arcyksięcia Karola Styryjskiego, księżna Toskanii jako żona Cosimo II de' Medici (zm. 1631)
- 8 października – Pedro de Villagómez Vivanco, szósty arcybiskup limski oraz prymas Peru (zm. 1671)
- 25 października – Jan Stanisław Sapieha, marszałek wielki litewski od 1621, marszałek nadworny litewski od 1617, starosta słonimski (zm. 1635)
- 9 listopada – Mulaj Ali asz-Szarif, władca Tafilalt (południowo-wschodnie Maroko), założyciel dynastii Alawitów (zm. 1659)

- data dzienna nieznana: 
  - Johannes van der Beeck, holenderski malarz barokowy (zm. 1644)
  - Giacomo Briano, architekt jezuicki (zm. 1649)
  - Antonio Escobar y Mendoza, hiszpański jezuita, jeden z najbardziej znanych kazuistów XVII wieku (zm. 1669)
  - Domenico Fetti, włoski malarz epoki baroku (zm. 1624)
  - Fiodor II Borysowicz, car rosyjski od 23 kwietnia do 7 czerwca 1605, syn Borysa Godunowa (zm. 1605)
  - Kösem, niewolnica greckiego pochodzenia, żona sułtana Ahmeda I (zm. 1651)
  - Jan Lipski, arcybiskup gnieźnieński i prymas Polski, biskup chełmiński (zm. 1641)
  - Maria Murayama, japońska męczennica, błogosławiona katolicka (zm. 1622)
  - Stanisław Rewera Potocki, polski hetman wielki koronny (zm. 1667)
  - Marcin Ruar, unitariański działacz reformacyjny, propagator tolerancji religijnej (zm. 1657)
  - Tochtamysz Girej, chan krymski w latach 1607–1608 (zm. 1608)
  - Adriaen van de Venne, holenderski malarz, grafik, ilustrator i poeta (zm. 1662)

## Zmarli
- 5 stycznia – Katarzyna Medycejska, księżniczka z rodu Medyceuszy, królowa francuska jako żona Henryka II (ur. 1519)
- 21 lutego – William Somerset, 3. hrabia Worcester, angielski arystokrata, najstarszy syn Henry’ego Somerseta, 2. hrabiego Worcester, i Elizabeth Browne, córki sir Anthony’ego Browne’a (ur. ok. 1527)
- 23 lutego – Andrzej Dudycz, węgierski szlachcic pochodzenia chorwackiego, naturalizowany Polak (ur. 1533)
- 2 marca – Alessandro Farnese (1520–1589), kardynał-protektor Królestwa Polskiego przy Stolicy Apostolskiej (ur. 1520)
- 3 marca – Johannes Sturm, niemiecki reformator szkolnictwa (ur. 1507)
- 23 marca – Marcin Kromer, polski historyk i kronikarz, biskup warmiński (ur. 1512)
- 4 kwietnia – Benedykt Massari, święty katolicki, franciszkanin (ur. 1526)
- 7 kwietnia – Giulio Cesare Aranzio, włoski anatom (ur. 1530)
- 27 kwietnia – Mikołaj Radziwiłł (1546-1589), łowczy wielki litewski, starosta mozyrski i merecki oraz wojewoda nowogródzki (ur. 1546)
- 3 maja – Juliusz (książę Brunszwiku), książę Brunszwiku-Wolfenbüttel, także książę Brunszwiku-Calenberg, z dynastii Welfów (ur. 1528)
- maj – Barbara Gizanka, córka Jana Gizy, warszawskiego mieszczanina, kupca i lichwiarza oraz Anny, faworyta Zygmunta II Augusta (ur. ok. 1550)
- 1 lipca – Christophe Plantin, niderlandzki drukarz odrodzenia, księgarz i introligator (ur. 1520)
- 8 lipca – Ludolph Schrader, niemiecki prawnik, profesor i rektor Uniwersytetu Viadrina (ur. 1531)
- 29 lipca – Anna Maria Wittelsbach, księżna Szwecji, księżniczka palatynatu reńskiego (ur. 1561)
- 1 sierpnia – Jacques Clément, francuski dominikanin, zabójca króla Henryka III Walezego (ur. 1567)
- 2 sierpnia – Henryk III Walezy, król Francji (ur. 1551)
- 19 września – Jean-Antoine de Baïf, francuski poeta renesansowy (ur. 1532)
- 15 października – Jacopo Zabarella, włoski filozof, logik, przedstawiciel arystotelizmu (ur. 1533)
- 18 października – Daniel Specklin, alzacki budowniczy fortyfikacji, inżynier i kartograf (ur. 1536)
- 15 listopada – Philipp Apian, niemiecki matematyk, lekarz i kartograf (ur. 1531)
- 15 grudnia – Michel De Bay, niderlandzki teolog, rektor Uniwersytetu w Lowanium, twórca bajanizmu (ur. 1513)

- data dzienna nieznana: 
  - Karol II Grimaldi, syn Honoriusza I, seniora Monako i Izabeli Grimaldi (ur. 1555)
  - Stanisław Iłowski, polski historyk, tłumacz, poeta i kanonik płocki (ur. ?)
  - Walenty Orpiszewski, duchowny katolicki, spowiednik królewny Jadwigi Jagiellonki (ur. ?)
  - Bernard Palissy, francuski ceramik, emalier, chemik, fizyk i geolog (ur. ok. 1510)
  - Jan Sierakowski, wojewoda łęczycki, pierwszy Marszałek Sejmu Korony Królestwa Polskiego (ur. 1498)

## Święta ruchome
- Tłusty czwartek: 9 lutego
- Ostatki: 14 lutego
- Popielec: 15 lutego
- Niedziela Palmowa: 26 marca
- Wielki Czwartek: 30 marca
- Wielki Piątek: 31 marca
- Wielka Sobota: 1 kwietnia
- Wielkanoc: 2 kwietnia
- Poniedziałek Wielkanocny: 3 kwietnia
- Wniebowstąpienie Pańskie: 11 maja
- Zesłanie Ducha Świętego: 21 maja
- Boże Ciało: 1 czerwca